# Temple de Dhakeshwari
Le temple national de Dhakeshwari (en bengali : ঢাকেশ্বরী জাতীয় মন্দির, romanisé : Ðhakeshshori Jatio Mondir) est un temple hindou situé à Dhaka, au Bangladesh. 
Il appartient à l'État, ce qui lui confère la distinction d'être le « temple national » du Bangladesh. Le nom « Dhakeshwari » (ঢাকেশ্বরী Ðhakeshshori) signifie « Déesse de Dhaka ». Depuis la destruction de Ramna Kali Mandir en 1971 par l'armée pakistanaise pendant la guerre de libération du Bangladesh, le temple de Dhakeshwari est devenu le lieu de culte hindou le plus important et le plus grand du Bangladesh. Ce temple fait partie des Shakti Pitha du sous-continent indien. 